# アマル・スアヤ
アマル・スアヤ（Ammar Souayah、1957年6月11日 - ）は、チュニジアの元サッカー選手、指導者。

## 来歴
2002年にチュニジア代表監督を務めた。2002 FIFAワールドカップで指揮を執ったが、1分2敗でグループステージ最下位で敗退した。